# Laurac-en-Vivarais
Laurac-en-Vivarais – miejscowość i gmina we Francji, w regionie Owernia-Rodan-Alpy, w departamencie Ardèche.
Według danych na rok 1990 gminę zamieszkiwało 789 osób, a gęstość zaludnienia wynosiła 88 osób/km² (wśród 2880 gmin regionu Rodan-Alpy Laurac-en-Vivarais plasuje się na 914. miejscu pod względem liczby ludności, natomiast pod względem powierzchni na miejscu 1205.).